# Man of the World 2022
Man of the World 2022 là cuộc thi Man of the World lần thứ tư được tổ chức tại Baguio, Benguet, Philippines vào ngày 18 tháng 6 năm 2022. Nam vương Jin Kyu Kim đến từ Hàn Quốc trao vương miện cho người kế nhiệm là Aditya Khurana đến từ Ấn Độ.

## Kết quả

### Thứ hạng
| Giải thưởng           | Thí sinh |
| --------------------- | --- |
| Man of the World 2022 | - Ấn Độ – Aditya Khurana |
| Á vương 1             | - Ukraina – Vladimir Grand |
| Á vương 2             | - Philippines – Nadim El Zein |
| Á vương 3             | - Hà Lan – Tjardo Vollema |
| Á vương 4             | - Việt Nam – Nguyễn Hữu Anh |
| Top 10                | - Hàn Quốc – Chang Wook Woo - Malaysia – Aiman Minsi - Nigeria – Ekwealor Victor - Séc – Petr Kinský - Tây Ban Nha – Francis Cervantes                |
| Top 15                | - Cộng hòa Dominica – Kenneth Castillo - Hoa Kỳ – Brandex Cruz - Nam Phi – Shiv Ramsander - Nga – Roman Fleet - Puerto Rico – Reynaldo Amid Maldonado |

### Giải thưởng đặc biệt
| Giải thưởng                                      | Thí sinh |
| ------------------------------------------------ | --- |
| Best in Swimwear G-string Bahag                  | Hà Lan – Tjardo Vollema · Ukraina – Vladimir Grand · Hoa Kỳ - Brandex Cruz                                          |
| Best in Advocacy Interview                       | Hoa Kỳ – Brandex Cruz · Puerto Rico – Reynaldo Amid Maldonado · Hà Lan - Tjardo Vollema                             |
| Pre-Arrival Favorite                             | Ukraina – Vladimir Grand · Nam Phi – Shiv Ramsander · Philippines – Nadim El Zein                                   |
| Press Favorite                                   | Philippines – Nadim El Zein · Ukraina – Vladimir Grand · Hà Lan - Tjardo Vollema                                    |
| Best in Swimwear                                 | Tây Ban Nha – Francis Cervantes · Ukraina – Vladimir Grand · Việt Nam - Nguyễn Hữu Anh                              |
| Best in Beachwear                                | Malaysia – Aiman Minsi · Philippines – Nadim El Zein · Ấn Độ - Aditya Khurana                                       |
| Best in Formal Wear                              | Hà Lan – Tjardo Vollema · Philippines – Nadim El Zein · Ukraina – Vladimir Grand                                    |
| Best in National Costume                         | Philippines – Nadim El Zein · Tây Ban Nha - Francis Cervantes · Hà Lan – Tjardo Vollema · Việt Nam - Nguyễn Hữu Anh |
| Fashion of the World                             | Hàn Quốc – Chang Wook Woo · Tây Ban Nha – Francis Cervantes · Hoa Kỳ - Brandex Cruz                                 |
| Mr. Personality                                  | Cộng hòa Dominica – Kenneth Castillo · Séc – Petr Kinský · Chile - Rafael Muñoz · Iraq - Darya Kamil                |
| Mr. Congeniality                                 | Philippines – Nadim El Zein · Trung Quốc – Chen Xing · Hàn Quốc - Chang Wook Woo                                    |
| Most Photogenic                                  | Ukraina – Vladimir Grand                                                                                            |
| Mr. Multimedia                                   | Ukraina – Vladimir Grand                                                                                            |
| Best in Physique                                 | Ukraina – Vladimir Grand                                                                                            |
| Benevolence Award                                | Hoa Kỳ – Brandex Cruz                                                                                               |
| Attitude is Everything Award                     | Nigeria – Ekwealor Victor                                                                                           |
| Corporate Responsibility Award                   | Ukraina – Vladimir Grand                                                                                            |
| Mr. Fabularized Smile                            | Ukraina – Vladimir Grand                                                                                            |
| Vine Aesthetics Choice Award                     | Hà Lan – Tjardo Vollema                                                                                             |
| Holiday Inn Express Manila - Travel of the World | Hà Lan – Tjardo Vollema                                                                                             |

## Các thí sinh
22 thí sinh dự thi.
| Quốc gia/vùng lãnh thổ | Thí sinh                |
| ---------------------- | ----------------------- |
| Ấn Độ                  | Aditya Khurana          |
| Chile                  | Rafael Muñoz            |
| Cộng hòa Dominica      | Kenneth Castillo        |
| Hà Lan                 | Tjardo Vollema          |
| Hoa Kỳ                 | Brandex Cruz            |
| Indonesia              | Ari Wibowo              |
| Iran                   | Ali Reza Gharib Zadeh   |
| Iraq                   | Darya Kamil             |
| Hàn Quốc               | Chang Wook Woo          |
| Malaysia               | Aiman Minsi             |
| Nam Phi                | Shiv Ramsander          |
| Nepal                  | Summer Puree            |
| Nga                    | Roman Fleet             |
| Nhật Bản               | Daishi Takano           |
| Nigeria                | Ekwealor Victor         |
| Philippines            | Nadim El Zein           |
| Puerto Rico            | Reynaldo Amid Maldonado |
| Séc                    | Petr Kinský             |
| Tây Ban Nha            | Francis Cervantes       |
| Trung Quốc             | Chen Xing               |
| Ukraina                | Vladimir Grand          |
| Việt Nam               | Nguyễn Hữu Anh          |

### Dự thi quốc tế khác
| Cuộc thi      | Năm  | Quốc gia/vùng lãnh thổ | Thí sinh         | Thứ hạng       | T.k.   |
| ------------- | ---- | ---------------------- | ---------------- | -------------- | ------ |
| Mister Global | 2024 | Cộng hòa Dominica      | Kenneth Castillo | Không đạt giải | [ 22 ] |